# Amphiura koreae
Amphiura koreae is een slangster uit de familie Amphiuridae.
De wetenschappelijke naam van de soort werd in 1879 gepubliceerd door Peter Martin Duncan.